# J. B. Cheaney
Janie B. Cheaney (* 1950 in Dallas, Texas, USA) ist eine US-amerikanische Jugendbuchautorin.

## Leben
J. B. Cheaney wuchs in Texas auf. Nach Abschluss der High School besuchte sie ein christliches Juniorcollege in ihrer Geburtsstadt Dallas und das Abilene Christian College, brach das Studium jedoch ab. Sie heiratete 1971 und bekam zwei Kinder. Nach der Geburt ihrer Tochter begann sie Bücher zu schreiben, es dauerte jedoch 20 Jahre, bis sie einen Verleger fand.
Ihre Romane konzentrieren sich auf historische Themen und wenden sich vorwiegend an Jugendliche und junge Erwachsene. Ihr größter Erfolg war The playmaker (dt. Die Verschwörung von London), ein Roman, der sich die Lord Chamberlain’s Men im England des Jahres 1597 zum Thema nimmt. Sie hat außerdem ein dreiteiliges Schulbuch für kreatives Schreiben veröffentlicht. Zudem schreibt sie Beiträge für das christliche Magazin WORLD und Rezensionen für die 2011 von ihr mitbegründete Website Redeemed Reader, welche Kinderbücher unter anderem danach bewertet, ob sie mit der christlichen Weltanschauung kompatibel sind.
Für ihre Bücher wurde Cheaney mit mehreren Preisen ausgezeichnet.
Nach zahlreichen Umzügen lebt sie mit ihrem Ehemann in West-Missouri.

## Publikationen
- The room. Eldridge, Franklin 1992, OCLC 33820000
- The playmaker. Knopf, New York 2000, ISBN 0-375-80577-X

deutsch: Die Verschwörung von London. Arena, Würzburg 2004, ISBN 3-401-02337-3.
- The true Prince. Knopf, New York 2002, ISBN 0-375-81433-7.
- Wordsmith: A creative writing course for young people. DGC, Flemington 2003, ISBN 1-92968318-9.
- My friend the enemy. Knopf, New York 2005, ISBN 0-375-81432-9.
- The middle of somewhere. Knopf, New York 2007, ISBN 978-037583790-6.
- Somebody on This Bus Is Going to Be Famous. Sourcebooks, Naperville 2014, ISBN 978-1-4022-9297-2.
- I Don’t Know How the Story Ends. Sourcebooks, Naperville 2015, ISBN 978-1-4926-0944-5.